# سامی تورگمن
سامی تورگمن (انگلیسی: Sami Turgeman؛ زادهٔ ۱۱ ژوئیهٔ ۱۹۶۴) سرلشکر بازنشسته نیروهای دفاعی اسرائیل است، که در فاصله سال‌های ۲۰۰۹ تا ۲۰۱۳ به‌عنوان فرمانده نیروی زمینی اسرائیل فعالیت می‌کرد و از ۲۰۱۳ تا ۲۰۱۵ فرماندهی جنوبی اسرائیل را برعهده داشت.
تورگمن فعالیت نظامی را از سال ۱۹۸۲ در تیپ ۴۰۱ ایکفوت هابارزل آغاز کرد، از ۱۹۹۷ تا ۱۹۹۹ رئیس آموزش نیروی زمینی اسرائیل بود، از ۱۹۹۹ تا ۲۰۰۱ فرماندهی تیپ ۵۰۰ کفیر را برعهده داشت و در فاصله سال‌های ۲۰۰۱ تا ۲۰۰۳ به‌عنوان فرمانده تیپ ۴۶۰ بینئی فعالیت می‌کرد.
وی از ۲۰۰۳ تا ۲۰۰۴ فرمانده لشکر ۳۶۶ زرهی عمود هائش بود، از ۲۰۰۴ تا ۲۰۰۵ فرماندهی سپاه زرهی اسرائیل را برعهده داشت، از ۲۰۰۵ تا ۲۰۰۷ به‌عنوان رئیس اداره عملیات ارتش اسرائیل فعالیت می‌کرد و از ۲۰۰۷ تا ۲۰۰۹ فرمانده لشکر ۳۶ زرهی گاش بود.